# Sankt Mårtens kyrka
Ej att förväxla med Sankt Mårtens kyrka, Lund
Sankt Mårtens kyrka ligger i Hindersböle tre kilometer norr om Mariehamn på Åland.
Kyrkan färdigställdes i november 1969 och ritades av arkitekterna Stig och Myrielle Svahnström. Kyrkan renoverades och återinvigdes 2006. En glasmålning är utförd av Bruno Tuukkanen.

## Orgel
- Orgel med 6 stämmor byggd av Grönlunds orgelbyggeri. Flyttad 1974 till begravningskapellet.
- 1975 bygger Grönlunds orgelbyggeri en ny orgel.[1]

| Huvudverk I C-g3 | Bröstverk II C-g3 | Pedal C-f1 | Koppel |
| Röflöjt 8'       | Gedackt 8'        | Subbas 16' | I/P    |
| Principal 4'     | Rörflöjt 4'       | Gedackt 8' | II/P   |
| Spetsflöjt 4'    | Principal 2'      | Oktava 4'  | II/I   |
| Waldflöjt 2'     | Cymbel 2 ch       |            |        |
| Mixtur 3 ch      | Dulcian 8'        |            |        |
|                  | Tremulant         |            |        |

### Fotnoter
1. ↑  http://www.alfest.org/dokumentation.pdf